# BM-27 Ouragan
Le BM-27 Ouragan (BM pour Boyevaya Mashina, « véhicule de combat », Ураган pour « Ouragan », indice GRAU : 9P140)  est un lance-roquettes multiple à 16 tubes de 220 mm de conception soviétique, fabriqué par la firme NPO Splav (en) basée à Toula.

## Description
Similaire au FROG-7, et monté sur un châssis de ZIL-135 ; il est entré en service dans l'Armée soviétique au milieu des années 1970. Il est protégé contre les effets NBC, et a une portée effective de 31 km.
Il peut tirer des roquettes équipées d'ogives chimiques, à fragmentation explosive ou à sous-munitions. Chaque roquette pèse 280 kg. Une salve complète de 16 roquettes peut être tirée en l'espace de 20 secondes et peut engager des cibles dans un rayon de 35 kilomètres, la procédure de rechargement complet par un 9T452 (également monté sur un châssis de ZIL-135) prenant environ 20 minutes. Le BM-27 peut également servir pour créer un champ de mines sur une zone de combat (chaque roquette de 220 mm pouvant disperser 312 mines antipersonnel PFM-1, 16 roquettes par salve soit environ 5 000 mines par salve et par véhicule), tactique employée notamment par les Soviétiques durant la guerre d'Afghanistan.
Avant le tir, les vérins de stabilisation doivent être abaissés et le pare-souffle relevé pour protéger la cabine et ses occupants. La visée indirecte est obtenue à l'aide d'un télescope panoramique PG-1. Bien qu'il n'y ait pas de viseur de vision nocturne, le conducteur du lanceur est équipé d'un dispositif de vision nocturne. Un équipage de quatre personnes prépare ce système pour un tir en 3 minutes. La préparation de ce système d'artillerie au tir peut prendre jusqu'à 12 minutes si la position n'est pas préparée. Le véhicule quitte la position de tir dans les 3 minutes. Les roquettes peuvent être lancées directement depuis la cabine ou à distance, via un câble de 60 m de long.
Ce système de roquettes d'artillerie peut être transporté par avion par des avions de transport militaire Il-76, An-22 ou An-124.
L'Ouragan était le système de lance roquettes multiples le plus puissant en service jusqu'à la fin des années 1980, avant l'introduction du Smertch.
- Exercice de la 30e brigade d’artillerie avec l'utilisation de l'Uragan MLRS et de l'ATGM 9P148 (ru) le 17 septembre 2020. de la 30e brigade d’artillerie sur le terrain d'entraînement de Bouriatie

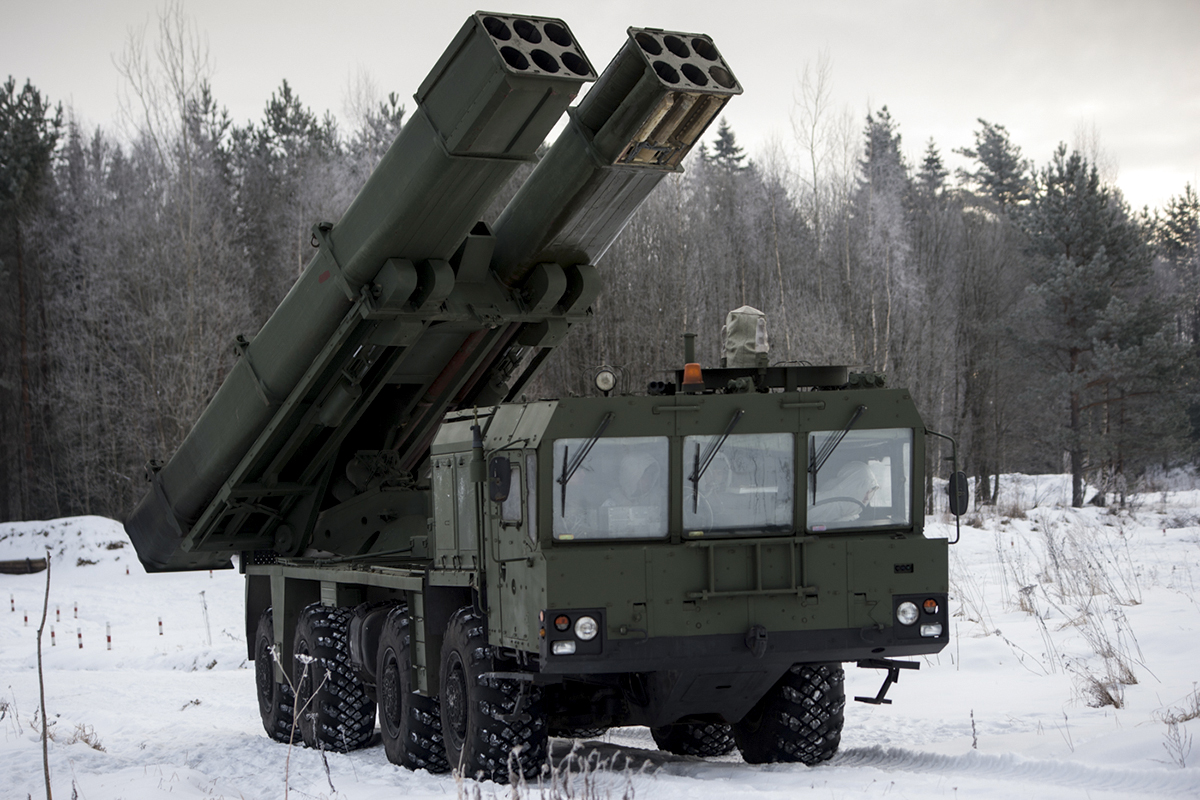
Ouragan-1M

### Ouragan-1M
Le développement du Ouragan-1M débute en 1995 dans le but de remplacer les BM-27 et BM-30 de l'armée car même s'ils restent efficaces, leur maintenance est assez complexe. Le projet s'arrête en 1996 pour des problèmes de financement, il refait surface aux alentours des années 2010. En 2017 il n'est toujours pas adopté dans l'armée.
Le Ouragan-1M est un véhicule multicalibre il peut emporter des roquettes de 220 mm ou 300 mm. Il est équipé de 2 paniers de 6 tubes lanceurs, montés sur un châssis de MZKT-7930 8x8 Biélorusse.

## Munitions
- Salve de BM-27

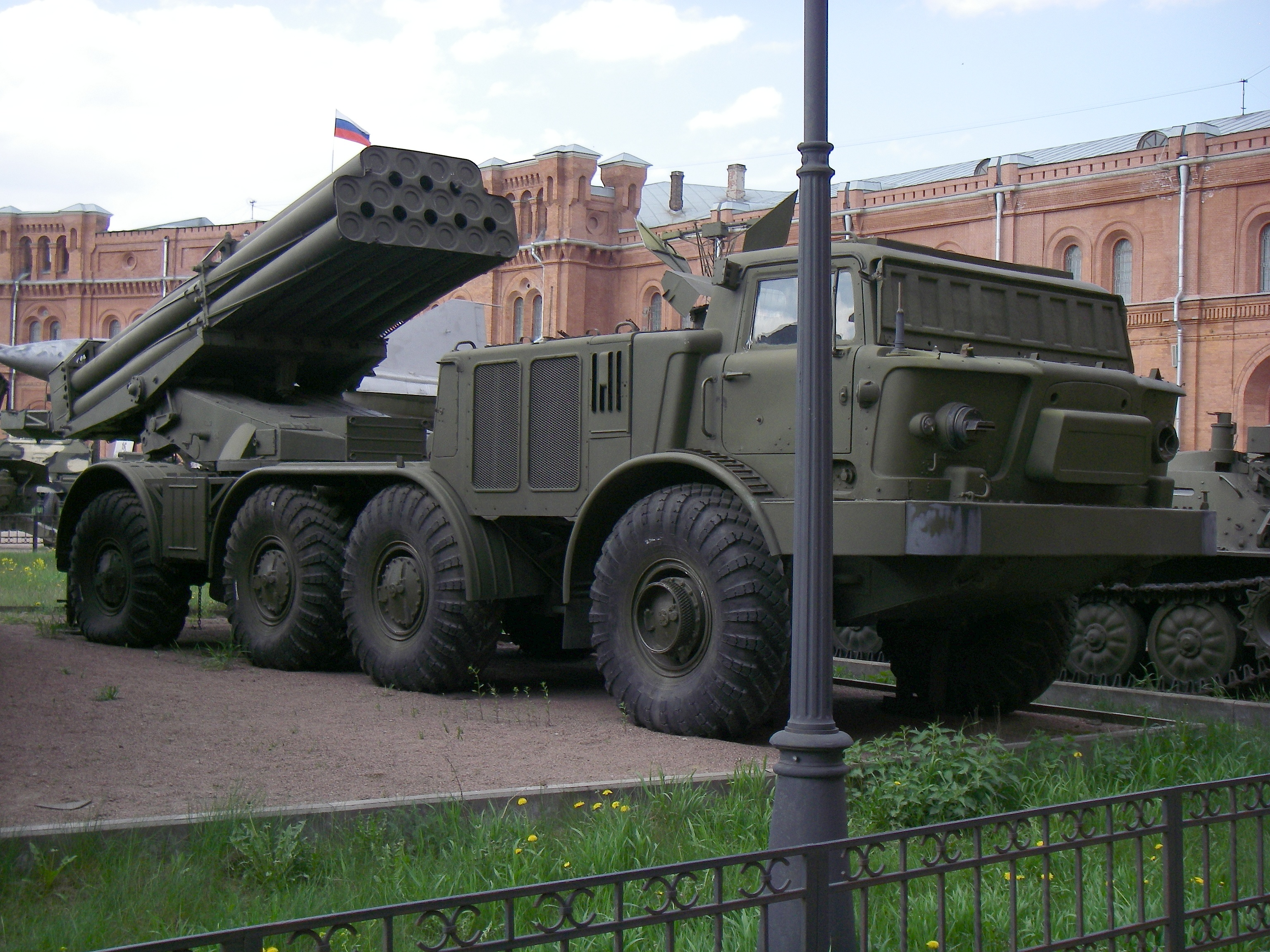
BM-27 au Musée de l'Artillerie de Saint-Pétersbourg (Russie).
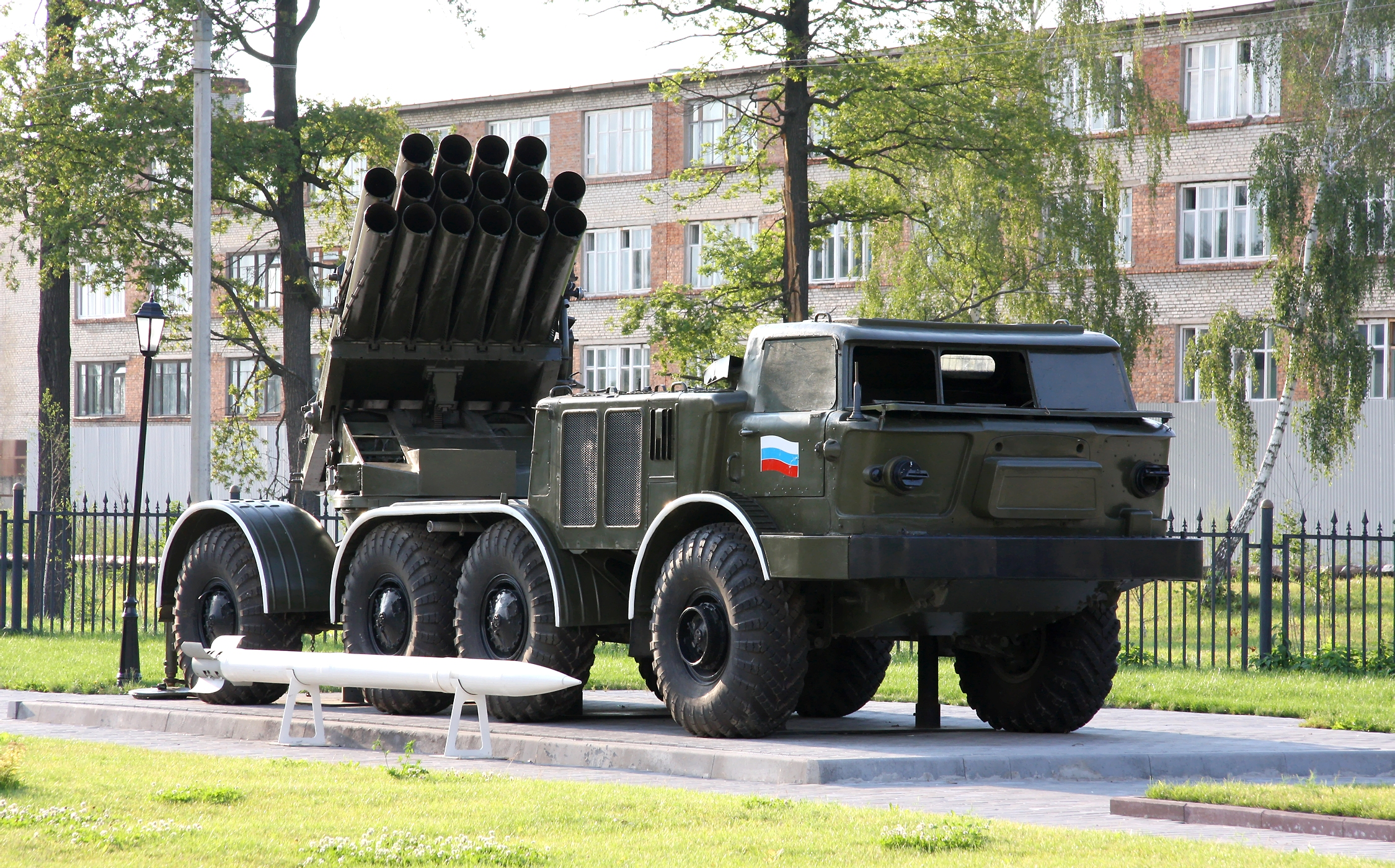
LRM BM-27 Ouragan.

| Munition | Calibre (mm) | Longueur (m) | Masse (kg) | Ogive (kg) | Portée (km) | Charge                               |
| -------- | ------------ | ------------ | ---------- | ---------- | ----------- | ------------------------------------ |
| 9M27F    | 220          | 4.832        | 280        | 100        | 10 - 35     | HE-Frag                              |
| 9M27K1   | 220          | 5,178        | 270        | 90         | 10 - 35     | 30 bombinettes N9N210 anti matériels |
| 9M27K2   | 220          | 5,178        | 270        | 89,5       | 10 - 35     | 24 PGMDM/PTM-1 mines anti tank       |
| 9M27K3   | 220          | 5,2          | 270        | 90         | 8 - 34      | 312 PFM-1                            |
| 9M59     | 220          | 5,178        | 270        | 90         | 10 - 35     | 9 PTM-3                              |

## Historique

### Engagements
- Guerre d'Afghanistan (1979-1989)
- Première guerre de Tchétchénie (1994-1996)
- Seconde guerre de Tchétchénie (1999-2000)
- Deuxième guerre d'Ossétie du Sud (2008)
- Guerre du Donbass (2014)
- Invasion de l'Ukraine par la Russie en 2022, plusieurs exemplaires ont été détruits ou saisis par l'armée ukrainienne et l'armée russe[4],[5].

## Pays utilisateurs
- Afghanistan : 18 (non opérationnels)
- Algérie : 29
- Arménie : quelques exemplaires commandés en 2011
- Biélorussie : 84
- Birmanie : 35
- Corée du Nord
- Guinée : 3
- Iran
- Kazakhstan : 180
- Moldavie : 11
- Ouzbékistan : 49
- Russie : 500–800
- République démocratique du Congo : 30
- Syrie : 36
- Tadjikistan : 12
- Tanzanie : 48
- Ukraine : 139
- Yémen : 13